# کبریت

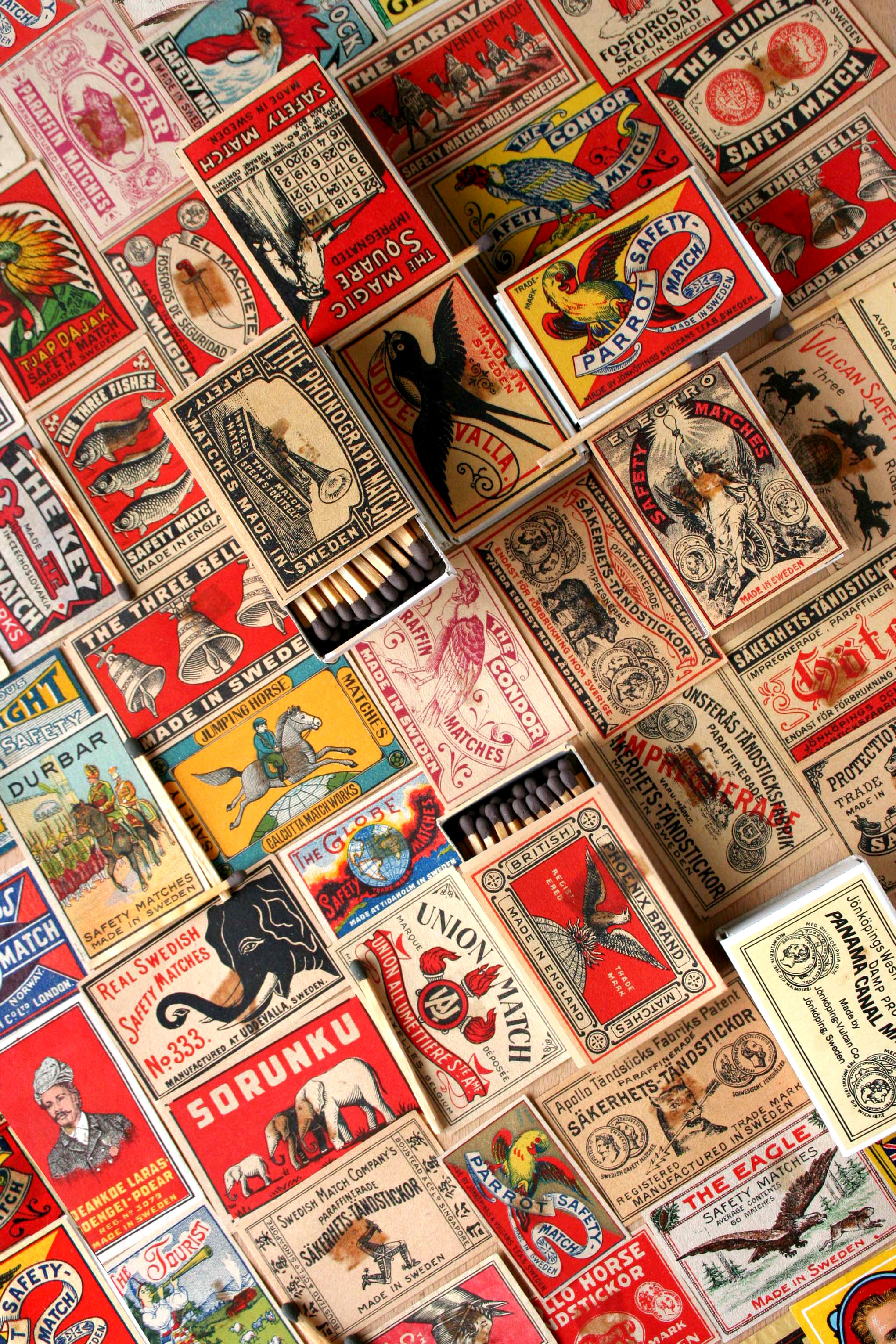
مجموعه کبریت متعلق به اوایل سده بیست. میلادی

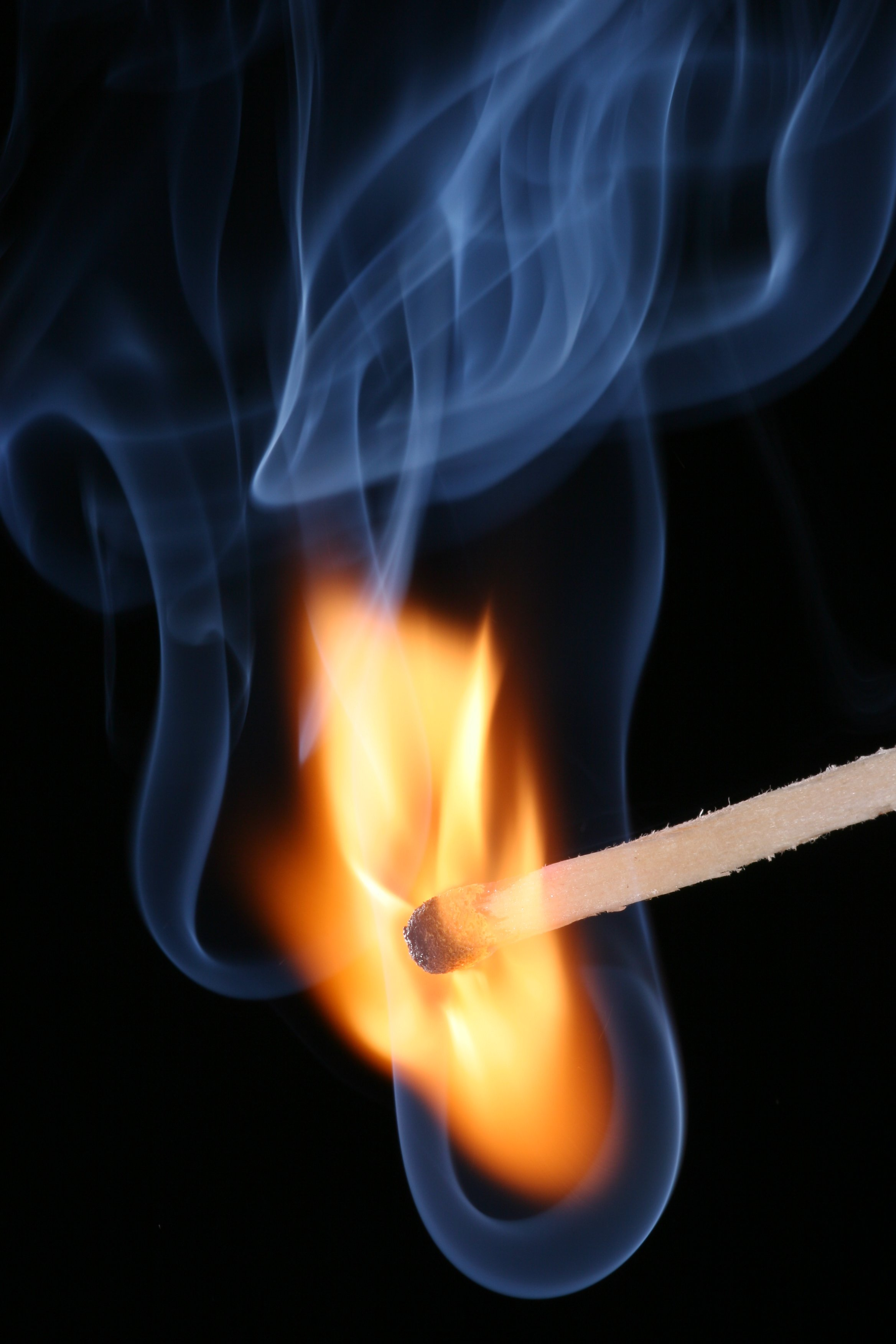
تصویری از یک کبریت در حال آتش گرفتن

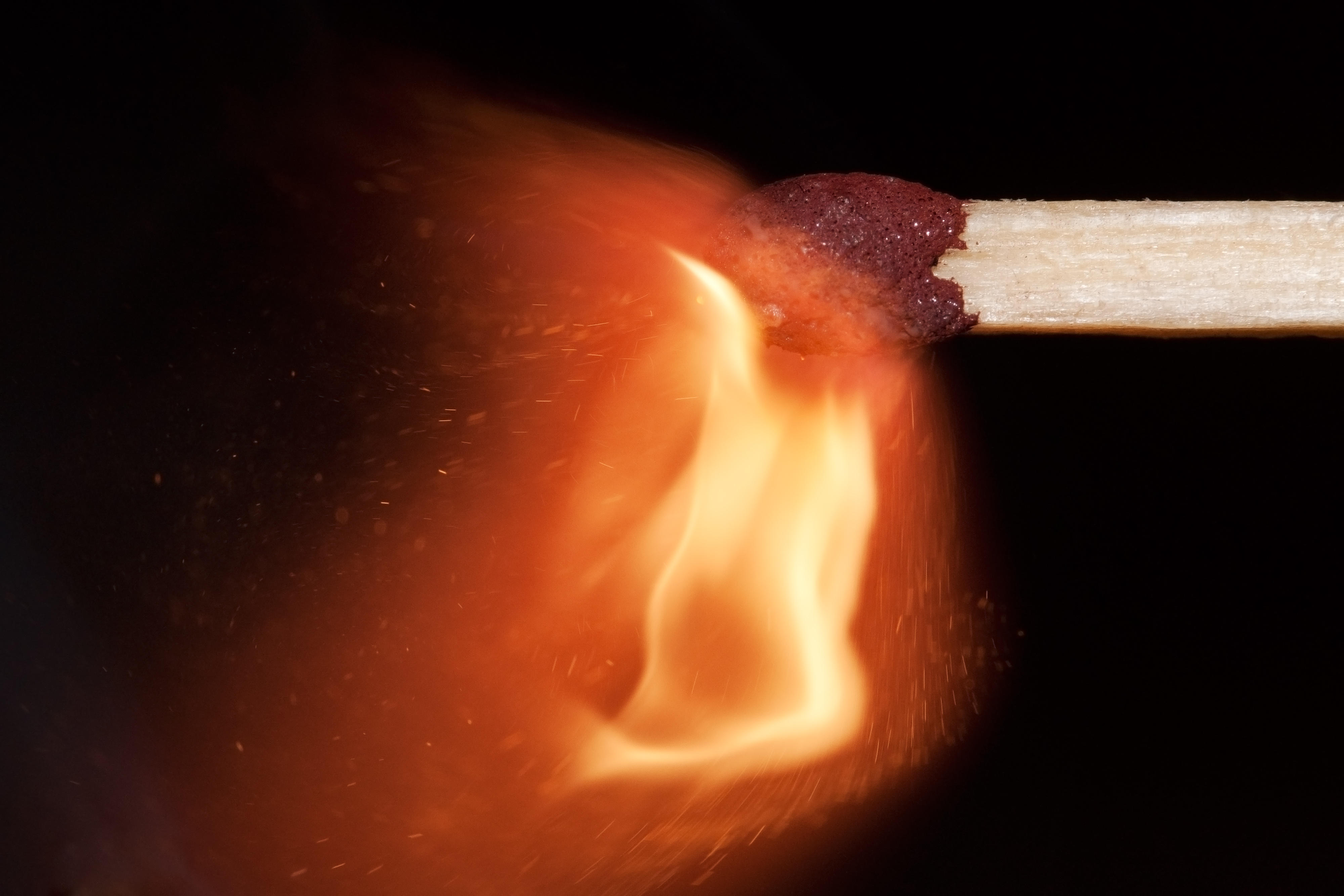
نمایی از اشتعال یک چوب کبریت

کِبریت، چوب کوچک و باریکی است که در نوک آن گوگرد یا دیگر مواد شیمیایی است، که با خراشیدن یا اصطکاک بر روی بدنه قوطی و جعبه نگه دارندهٔ آن برافروخته و آتش می‌گیرد.

## ریشه نام
کِبْرِیت در اصل در معنی گوگرد بوده و از واژه آرامی/سریانی כִּבְּרִיתָא (kĕḇrīṯā) مشتق شده است که به همان معنی است. این کلمه در زبان اکدی کیبریتو یا کوبریتو بوده است.این واژه به همین شکل وارد زبان‌های عربی، فارسی، ترکی، ارمنی، زازا و سواحلی و غیره شده است.

## انواع

### کبریت آتش‌زنه
به نسبت کبریت های معمولی سایز بزرگتری دارد و مناسب برای روشن کردن آتش در طبیعت است.

### کبریت دودزا
کبریت‌های دودزا برای بررسی باز بودن و کارایی دودکش‌ها و مجاری گاز استفاده می‌شوند. هنگامی که این نوع کبریت‌ها روشن می‌شوند، دود زیادی تولید می‌کنند که به فنی‌ها امکان می‌دهد تا از باز بودن و عملکرد صحیح مجاری اطمینان حاصل کنند.

## پیشینه
در گذشته برای روشن کردن آتش، یک چوب نوک‌تیز یا مته ویژه‌ای را که برای همین کار درست شده را روی یک صفحه یا تخته پهن می‌چرخاندند و پهلوی آن ماده خشکی مانند مو یا کهنه یا ریشه و چوب‌های پوسیده قرار می‌دادند و آن را آن چنان می‌چرخانند تا گرمی برآمده بانی آتش زدن آن ماده می‌شد. در برخی تیره‌های نیمه‌متمدن کنونی نیز با سنگ آتش‌زنه و آهن آتش روشن می‌کنند.
در گذشته همچنین از پاره‌چوب‌های باریک یا چوب شاهدانه، کبریت ساخته می‌شد که یک یا دو سر آن را در گوگرد گداخته فروکرده‌بودند که در برخورد با ماده افروخته آتش می‌گرفته است.
ظرف سه سده پیش دانشمندان راه‌های ویژه و کارامدی برای به‌دست آوردن آتش پیدا کردند. یکی از این راه‌ها این بود که اندکی سولفور را درآمیخته‌ای از کلرات دو پتاسیم و قند افکنده از این کنش شعله‌ای افروخته شد. پس از آن یکی دیگر از دانشمندان اندکی سولفور را بر نوک چوبی مالید و آن را کمی در اسید سولفوریک نگاه داشت سپس اندکی کلرات دو پتاسیم و قند فراهم کرده چوب را در آن فرو برد در این هنگام واکنش‌های شیمیایی موجب افروخته شدن سولفور گشت و چوب نیز آتش گرفت.
این روش بسیار گران انجام می‌شد و تنها پولداران می‌توانستند از آن بهره ببرند و افزون بر این توأم با خطرات و گزندهایی هم بود چون آتش را به پیرامون پرتاب می‌کرد و بیشتر زمان‌ها می‌توانست جامهٔ کسان را بسوزاند.
نخستین کبریت شیمیایی در سال ۱۸۲۷ میلادی به‌دست «جان واکر» برساخته شد. واکر در آزمایشگاهش هنگامی که ظرفی از مواد شیمیایی را هم می‌زد، از تکه چوبی برای هم زدن آمیخته‌ای از آنتیموان سولفیت، پتاسیم کلرات، صمغ و نشاسته استفاده کرد. پس از این که چوب را از آوند مواد شیمیایی بیرون کشید برای پاک کردن مواد چسبیده به چوب، آن را روی میز کشید و با شگفتی دریافت که چوب آتش گرفت. بدین گونه واکر برای نخستین بار کبریت اصطکاکی یا خراشیدنی را پیدا کرد. این کبریت‌ها چوب‌های باریکی بودند که سرهای آن‌ها نخست گوگردی شده و سپس در کلرات پتاسیم و رصن و گوگرد اکسیژنه آغشته می‌شد و در آخر در محلول اسید سولفوریک فرو برده می‌شد.
در سال ۱۸۳۰ میلادی شارل سوریای فرانسوی کبریت فسفری را نوآوری کرد که با فسفر سفید ساخته می‌شد. او نادانسته یکی از کبریت‌ها را به دیواره‌ای که از فسفر سفید پوشیده شده بود مالش داد و دید که کبریت بی درنگ برافروخته گردید.
سپس این کبریت به کبریتی دگر شد که درپی مالش با کاغذ شیشه‌ای آتش می‌گرفت. امروزه کمابیش میلیون‌ها کبریتی که در جهان بکار برده می‌شود همه از راه مالش آتش روشن می‌کنند. خمیر این کبریت‌ها از کلرات پتاسیم، سولفور آنتیمون و آب صمغ بود. به دلیل خطر و گزند کاربرد از فسفر سفید کارل رانس و لوندسترم فسفر بی‌شکل، را که آمیخته‌ای از فسفر سفید و قرمز بود را به کار بردند.
با این روی آلمانی‌ها سرفرازی این اختراع را برای کامرر می‌دانند و اتریشی‌ها و مجارها نیز آن را به اتین رومر و پرشل برمی‌بندند.
نخستین کارخانهٔ کبریت‌سازی جهان ب میانجی کامرر آلمانی در سال ۱۸۳۲ میلادی ساخته شد.
ایرانیان در گذشته چوب خشکی را که به آب گوگرد آغشته شده و سپس خشک می‌شد را کبریت می‌گفتند این کبریت‌ها با کمترین گرمایی افروخته می‌شد.

### در ایران
کبریت در ایران برای نخستین بار در زمان قاجار به واسطه گردشگران و جهانگردان خارجی دیده شد. سپس کبریت‌های سوئدی و اتریشی به‌طور رسمی وارد شدند. در ابتدا کبریت کالایی لوکس و اشرافی به حساب می‌آمد و در دسترس عموم مردم نبود و کاربرد آن بیشتر برای مصرف دخانیات بود تا مصارف آشپزخانه ای. چندین دهه به طول انجامید تا کبریت کالایی عمومی در اختیار مردم باشد. در اواخر سلطنت ناصرالدین شاه قاجار، برادران پولیاکوف با مشارکت امین‌الدوله توانستند اولین کارگاه کبریت سازی را در تهران با نام کبریت تهران دایر نمایند. اما چندی بعد تعطیل شد. اما اولین کارگاه‌های کبریت سازی در ایران توسط تقی توکلی و میرزاحسین واعظ در سال ۱۲۹۷ در تبریز دایر شد. و سپس بعد از آن محمدرحیم خویی کارخانه کبریت ممتاز را در همان شهر دایر نمود. در سال ۱۴۰۳ از میان ۵۳ کارخانه کبریت سازی تنها ۴ کارخانه باقی مانده که عبارتند از: کبریت توکلی، ممتاز، سه ستاره زنجان، مشگین.

## قوطی کبریت

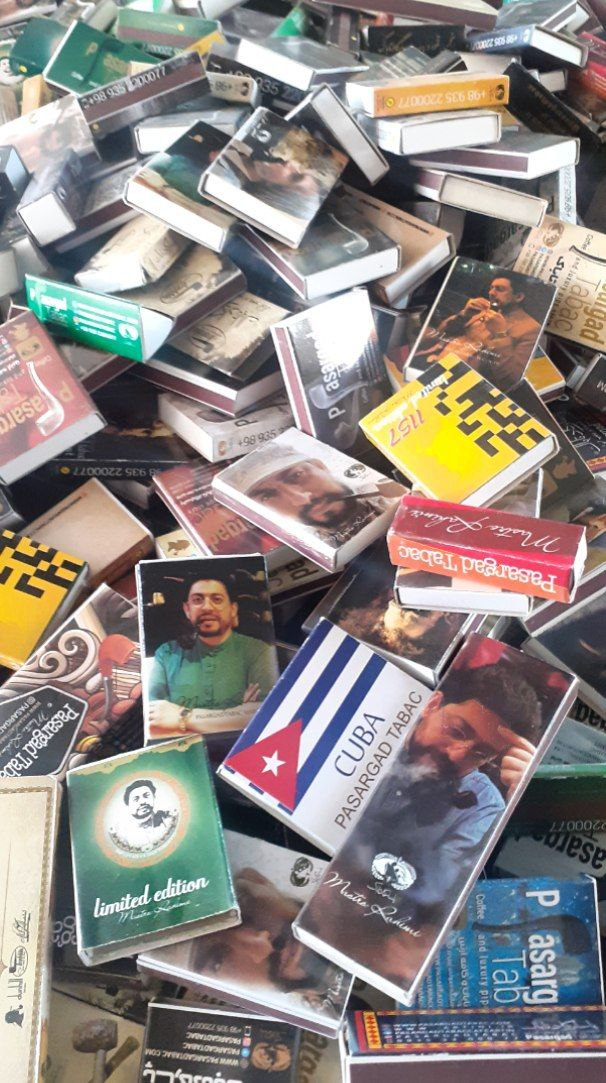
اشکال مختلف کبریت

قوطی کبریت یا جعبهٔ کبریت، جعبه کوچک مقوایی (در گذشته از چوب نازک) است که به دو طرف سطح خارجی آن کاغذی نازک می‌چسبانند. طول این جعبه حدود ۵ سانتی‌متر، عرضش حدود ۳ سانتی‌متر و ارتفاعش حدود یک و نیم سانتی‌متر است که به‌طور میانگین ۴۰ عدد چوب کبریت در آن می‌چینند. دو پهلوی این جعبه سنباده مانند و زبر است، تا کبریت پس از کشیده شدن بر آن سطح آتش گیرد.

## چوب کبریت
قطعه چوب باریک کوتاه با طول حدود چهار سانتی‌متر که یک سر آن به خمیر کبریت آغشته است. در سال ۱۹۴۰میلادی کبریت‌هایی در دانمارک با طول حدود سی سانتیمتر ساخته شد. در سال ۱۸۳۳ در آلمان کبریتهایی با قطر پنج میلیمتر و طول بیست سانتیمتر ساخته می‌شد. در سال ۱۹۷۳ میلادی یک شرکت آمریکایی بنام انی تولز کبریتهایی با طول یک متر تولید کرد.
در ایران معمولاً کبریت از چوب درخت صنوبر تهیه می‌شود.

## در ادبیات فارسی
زندگی‌ام مانند کبریت بی‌خطر سوخت، زندگی و کبریتم با اینکه بی‌خطر بود سوخت، سوخت هرآنچه که نباید می‌سوخت، هرگز معنی بی‌خطر شده سوختن را نمی‌فهمم، چرا کبریتی با زندگی بی‌خطر سوخت؟!— مرتضی میرحسینی (شهپر)